# Raymond Petit

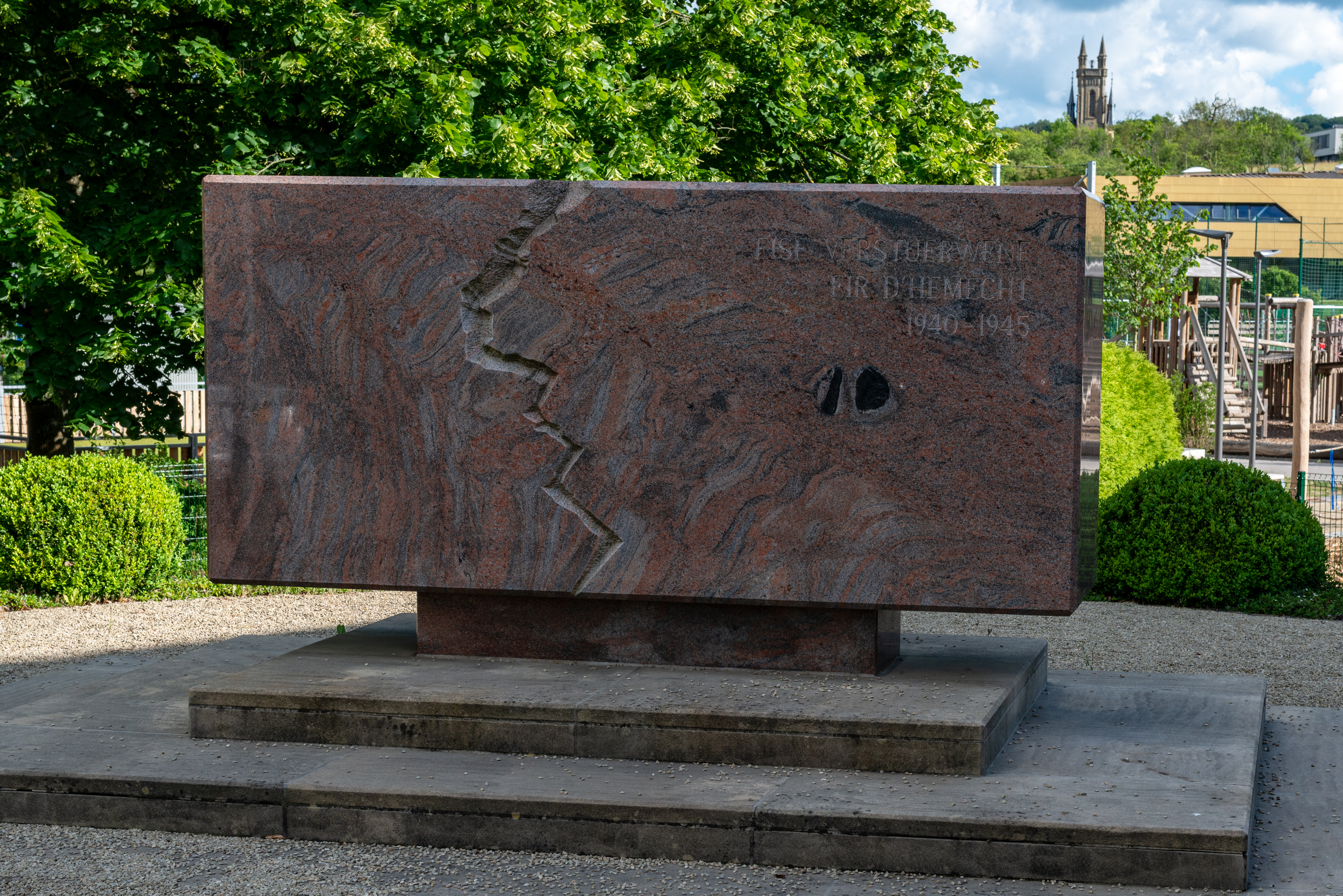
Oorlogsmonument (1995) in Oberanven

Raymond Jean-Marie Petit (Luxemburg-Stad, 1954) is een Luxemburgs beeldhouwer.

## Leven en werk
Raymond Petit bezocht het Athénée de Luxembourg. Hij studeerde politieke wetenschappen en economie aan het Balliol College in Ofxord en internationale betrekkingen aan de School of Advanced International Studies aan de Johns Hopkins-universiteit in Washington. Tijdens zijn studie in de Verenigde Staten volgde hij beeldhouwlessen. Terug in Luxemburg volgde hij de avondlessen in beeldhouwkunst aan de École des Arts et Métiers (1973-1975), in 1975 kreeg hij privéles van beeldhouwer Lucien Wercollier. Hij exposeerde in deze periode onder meer op de salons van de Cercle Artistique de Luxembourg (1974-1979) en toonde 20 sculpturen in Oxford (1978). Naast zijn werk als kunstenaar is Petit diplomatiek adviseur.

## Enkele werken
- 1979: Le Veilleur, Lycée Michel Lucius, Luxembourg-Stad
- 1989: Arc/Deux Personnes, Useldange
- 1993: Pietà, stadhuis van Hesperange
- 1996: Eise verstuerwene fir d'Hemecht 1940-1945, oorlogsmonument in Oberanven (Niederanven)
- 1998: Roland Kneip-trofee[5]
- 1999: Sérénité in een seniorencentrum in Niederanven
- 2007: Doncolser Wollef, Niederanven
- 2009: Icarus, bij Holywell Manor, Balliol College, Oxford
- 2012: Spring, ter herinnering aan Violette Szabo, in Wormelow (Herefordshire)
- 2017: Rencontre, Pintsch

## Onderscheidingen
- 1977 Prix de la critique (samen met Bettina Sabbatini) op de VIIIe Biennale des Jeunes in Esch-sur-Alzette[6]
- 1979 Prix d'encouragement en een geldprijs van de Luxemburger Wort, IXe Biennale des Jeunes in Esch[7]
- 2007: Zilveren medaille van de Société Académique Arts-Sciences-Lettres